# Aub
Aub là một thị xã ở huyện Würzburg, bang Bayern, Đức. Đô thị này tọa lạc 29 km về phía đông nam của Würzburg, và 21 km về phía tây bắc của Rothenburg ob der Tauber.

## Dân số
The population has remained relatively stable since 1970, as shown in the following table:
| Population History | Population History |
| Năm                | Population         |
| ------------------ | ------------------ |
| 1970               | 1714               |
| 1987               | 1631               |
| 2000               | 1702               |
| 2005               | 1608               |